# Проспект Ватутина (Белгород)
Проспект Ватутина — один из важнейших транспортных путей Белгорода, одна из двух основных дорог связывающих спальный район «Харьковская гора» с центром Белгорода, соединяющий левый и правый берега реки Везёлки. Проходит от «нового моста» до Славянской улицы. Нумерация домов начинается со стороны центра города.

## История
Нынешнее название присвоено улице в 1983 году решением горисполкома № 292 от 1 июля 1983. Проспект получил своё имя в честь генерала советской армии Ватутина Николая Фёдоровича, командовавшего во время Великой Отечественной войны Воронежским и 1-м Украинским фронтами, уроженца села Чепухино (ныне Ватутино) близ города Валуйки Белгородской области. В 1976—1983 годах носил название проспект Героев. В 1994 году постановлением главы администрации города № 1331 от 26 июля 1994 получил продолжение.
|  |

## Достопримечательности

### Памятник крестителю Руси, князю Владимиру

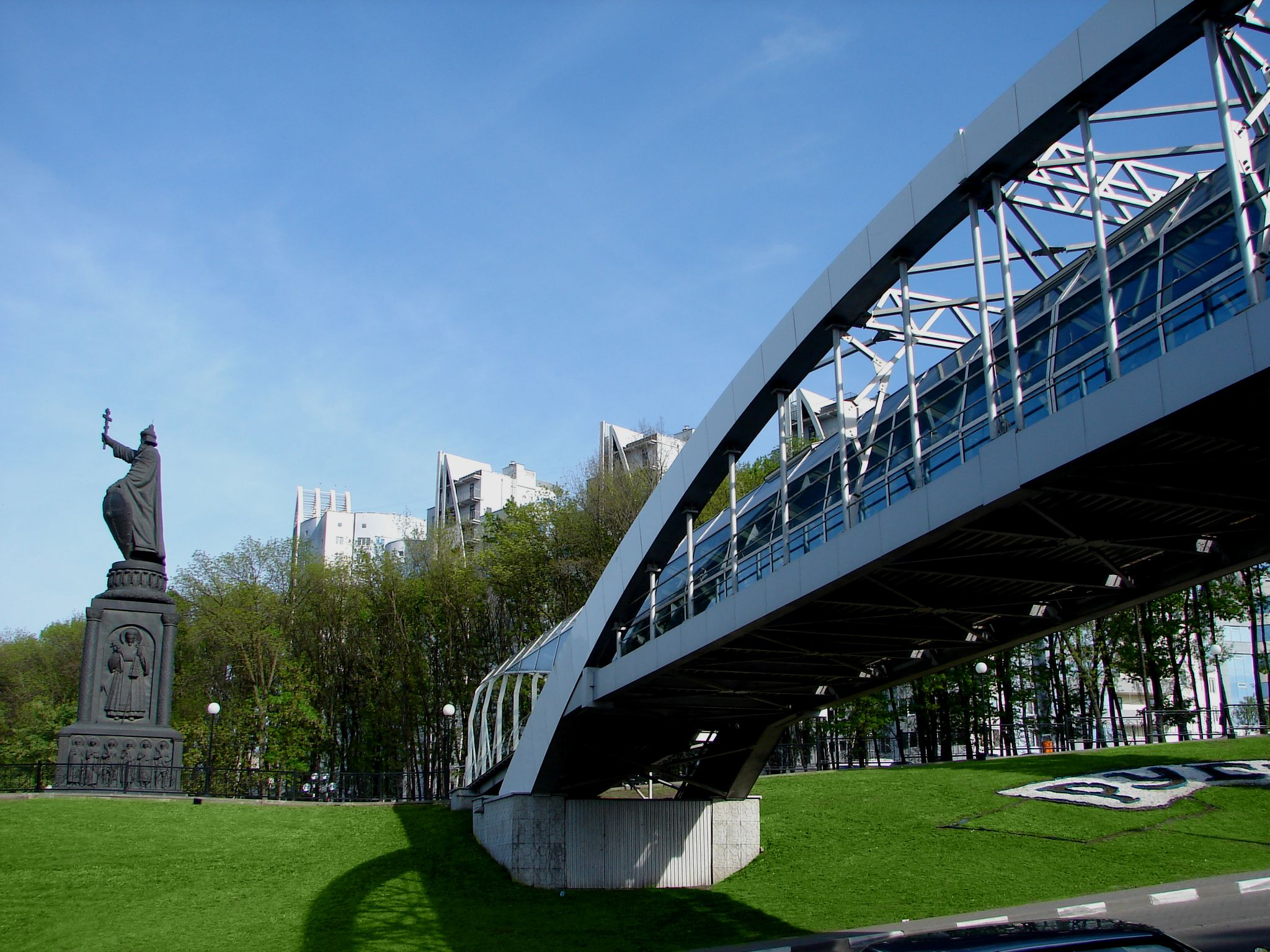
Памятник Князю Владимиру (вид с проспекта)

Памятник крестителю Руси, князю Владимиру расположен в центральной части проспекта 50°34′49″ с. ш. 36°35′01″ в. д.. Скульптор памятника Вячеслав Клыков, архитектор Виталий Перцев. Памятник крестителю Руси, князю Владимиру открыт 4 августа 1998 года накануне 55-летия освобождения Белгорода от немецких войск и в преддверии 2000-летия Рождества Христова.
Князь Владимир условно считается основателем города Белгорода, хотя документальных подтверждений этому нет. В 1990-е годы по согласованию с государственными властями Белгорода было принято решение установить в городе памятник Владимиру. Для работ был приглашен скульптор Вячеслав Клыков, который в 1995 году уже участвовал в сооружении в Белгородской области храма-звонницы на Прохоровском поле.
Является крупнейшим памятником Белгорода и крупнейшим в мире памятником князю Владимиру. На сооружение памятника было использовано свыше 1,5 тонн меди.
Памятник состоит из трех ярусов. Первый (нижний) ярус образуется четырьмя шестифигурными рельефами (всего в первом ярусе 24 фигуры), второй — тремя однофигурными рельефами, на третьем ярусе располагается фигура князя Владимира.
Четыре рельефа нижнего яруса посвящены ратной доблести, жертвенности и мужеству всех защитников Отечества. Второй ярус значительно массивнее нижнего. С фасадной части памятника находится первый рельеф второго яруса, который содержит надпись-посвящение «Святому Равноапостольному князю Владимиру». В третьем ярусе располагается сама фигура князя Владимира, стоящего на лавровом венке. В правой руке князь держит крест, высоко вознося его над головой, тем самым «благословляя землю Русскую и распростершийся у его ног город». Левая рука князя опирается на щит: «тем самым святой как бы обещает свою защиту и покровительство славянским народам, объединенным единым корнем происхождения и веры».
Памятник князю Владимиру считается одним из символов современного города Белгорода.
Перед скульптурой находится смотровая площадка, с территории которой открывается обширная панорама на центральную и северную части Белгорода.

### Другие примечательные места проспекта
- Пушкинская библиотека-музей
- «AMAKS Конгресс отель»
- Скульптурная композиция «Девушка» в ротонде гостиницы.
- Вдоль проспекта Ватутина с Харьковской горы к рынку «Салют» спускается лестница, имеющая оригинальное архитектурное исполнение, плавно переходящая в мост через железную дорогу Москва — Симферополь.
- Дом торговли
- ТЦ «Модный бульвар»
- Кинотеатр «Русич»

### Ранее располагались на проспекте
Памятник Павлу Кирилловичу Гречихину
Памятник Павлу Кирилловичу Гречихину был открыт 10 сентября 2004 года в Белгороде на развязке проспекта Ватутина и улицы Губкина. Скульптор памятника А. А. Шишков.
Памятник представляет собой фигуру инспектора с поднятым жезлом, стоящую рядом с мотоциклом. На постаменте написан девиз: «Добрая слава лучше богатства».
В августе 2016 года в связи с реконструкцией развязки на пересечении улиц Ватутина и Губкина, памятник перенесли на новое место, кольцевая развязка улиц Корочанская - Волчанская - Белгородского полка.

## Взаимное расположение с другими улицами
Проспект Ватутина граничит или пересекается со следующими улицами:
- Улица Щорса
- Придорожная улица
- Проезд Автомобилистов
- Славянская улица
- Улица Губкина
- Улица Королёва
- Бульвар Первого Салюта
- Улица Костюкова
- Улица 5-го Августа

Бо́льшая часть перекрёстков регулируются светофорами.

## Общественный транспорт

### Автобус
Через проспект проходят маршруты:
1. (2) Железнодорожный Вокзал «Белгород» — БГТУ — ДС «Космос»
2. (3) Железнодорожный Вокзал «Белгород» — ДС «Космос» — БГТУ
3. (8) Аэропорт «Белгород» — БГТУ — ДС «Космос»
4. (20) улица Макаренко — БГТУ — Спутник
5. (26) Овощной рынок — Парикмахерская «Виктория»
6. (29) Есенина — КАЦИ
7. (33) Гринёвка — БГТУ — ДС «Космос» — улица Есенина
8. (41) Рынок «Салют» — Железнодорожный Вокзал «Белгород» — БГТУ — улица Губкина
9. (41а) Рынок «Салют» — Железнодорожный Вокзал «Белгород» — улица Щорса — Рынок «Спутник» — БГТУ
10. (129м) Разумное (кольцо) — Майский

## Проспект в почте и филателии
28 июля 2009 года издательско-торговым центром «Марка» для почты России тиражом по 10 тысяч экземпляров выпущены карточкы с литерой «В» № 174К-2009 и № 172К-2009 с изображением панорамы города с проспекта Ватутина и памятника князю Владимиру и салюта соответственно. На карточках написано: «С пожеланиями мира и счастья из Белгорода — города воинской славы». Фотограф — В. Бочкарев. Дизайнер — Д. Чусовитина.

## Галерея

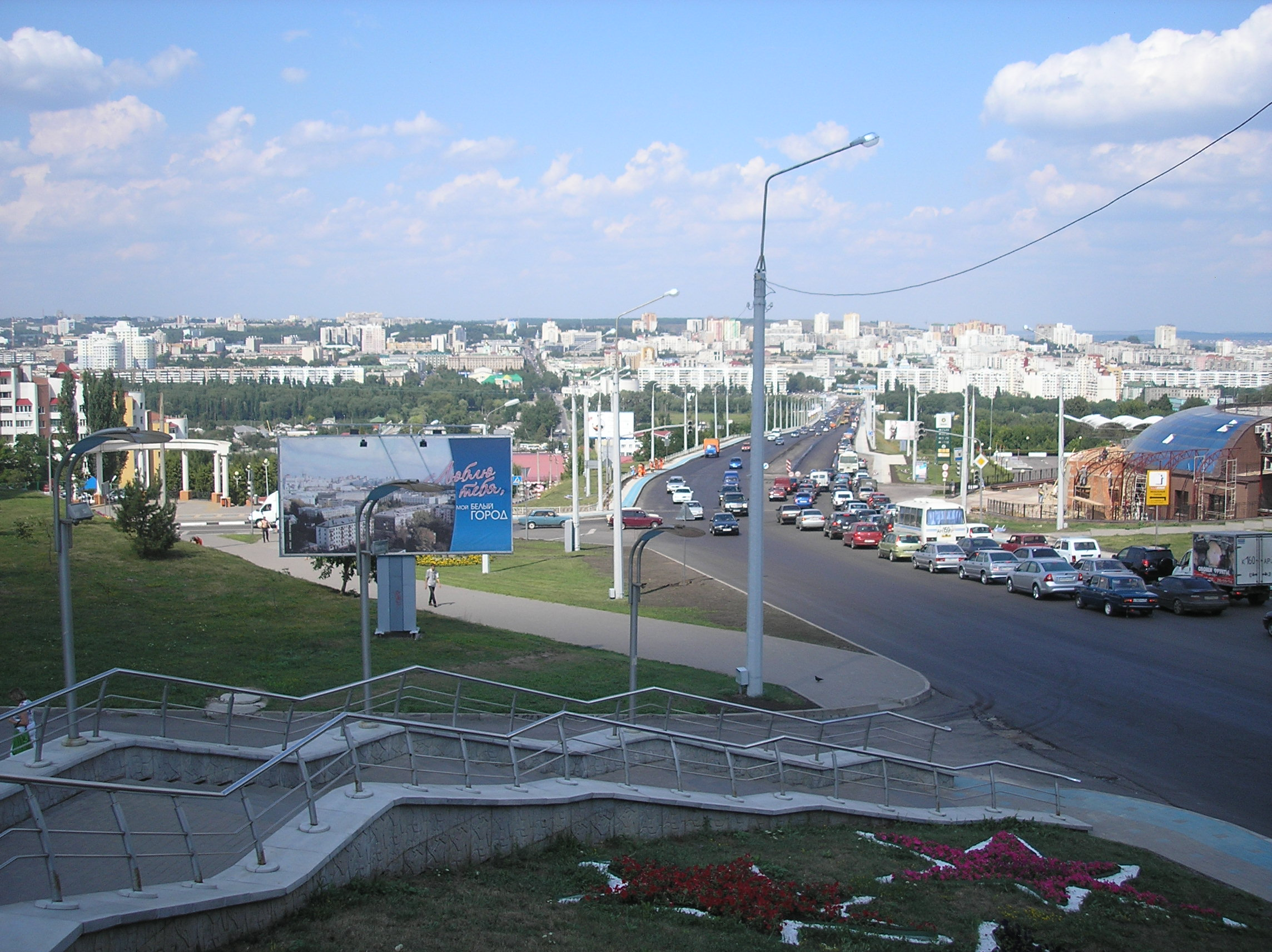
Панорама центральной части Белгорода с проспекта Ватутина
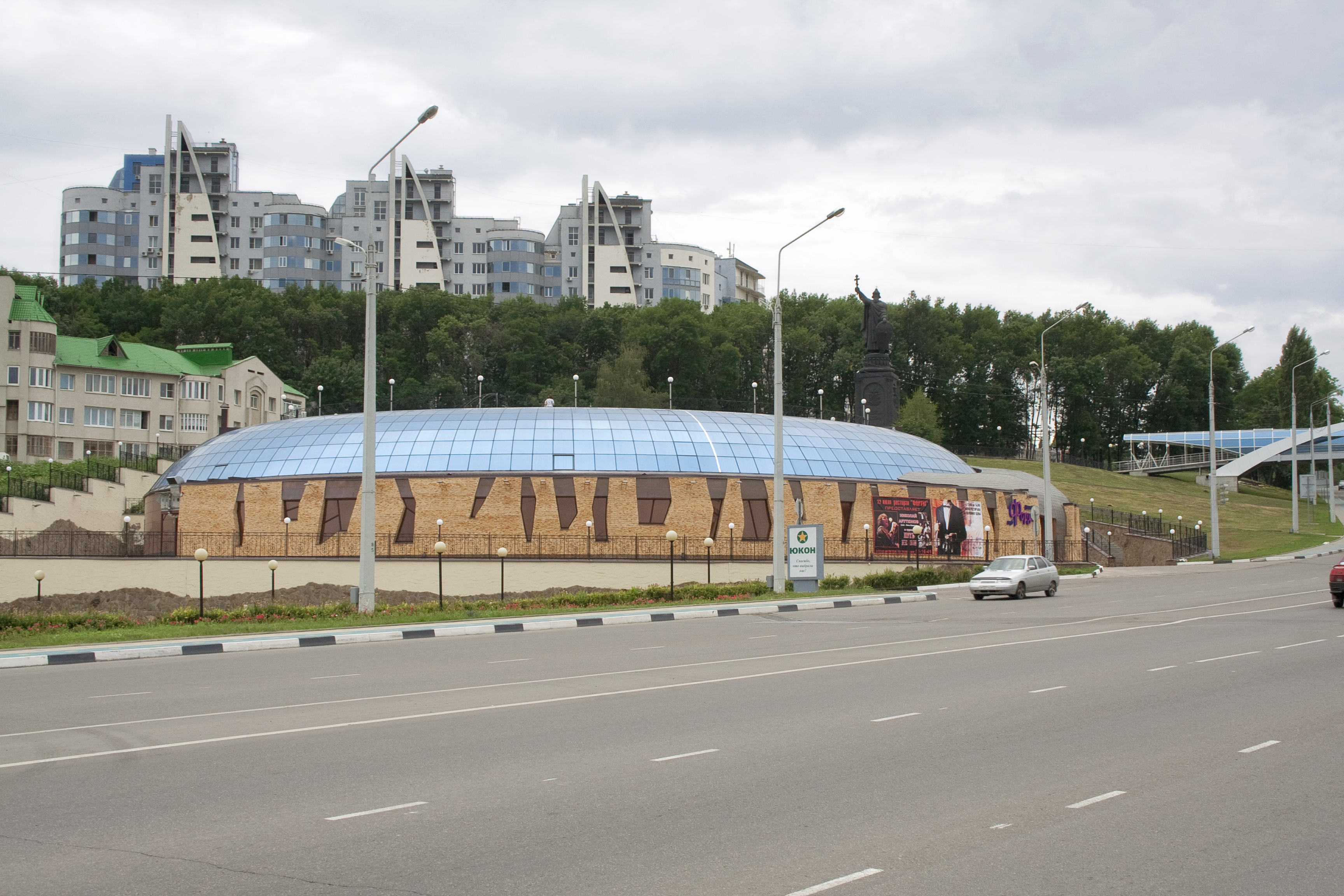
Вид на памятник Князю Владимиру и ресторан «Форум»
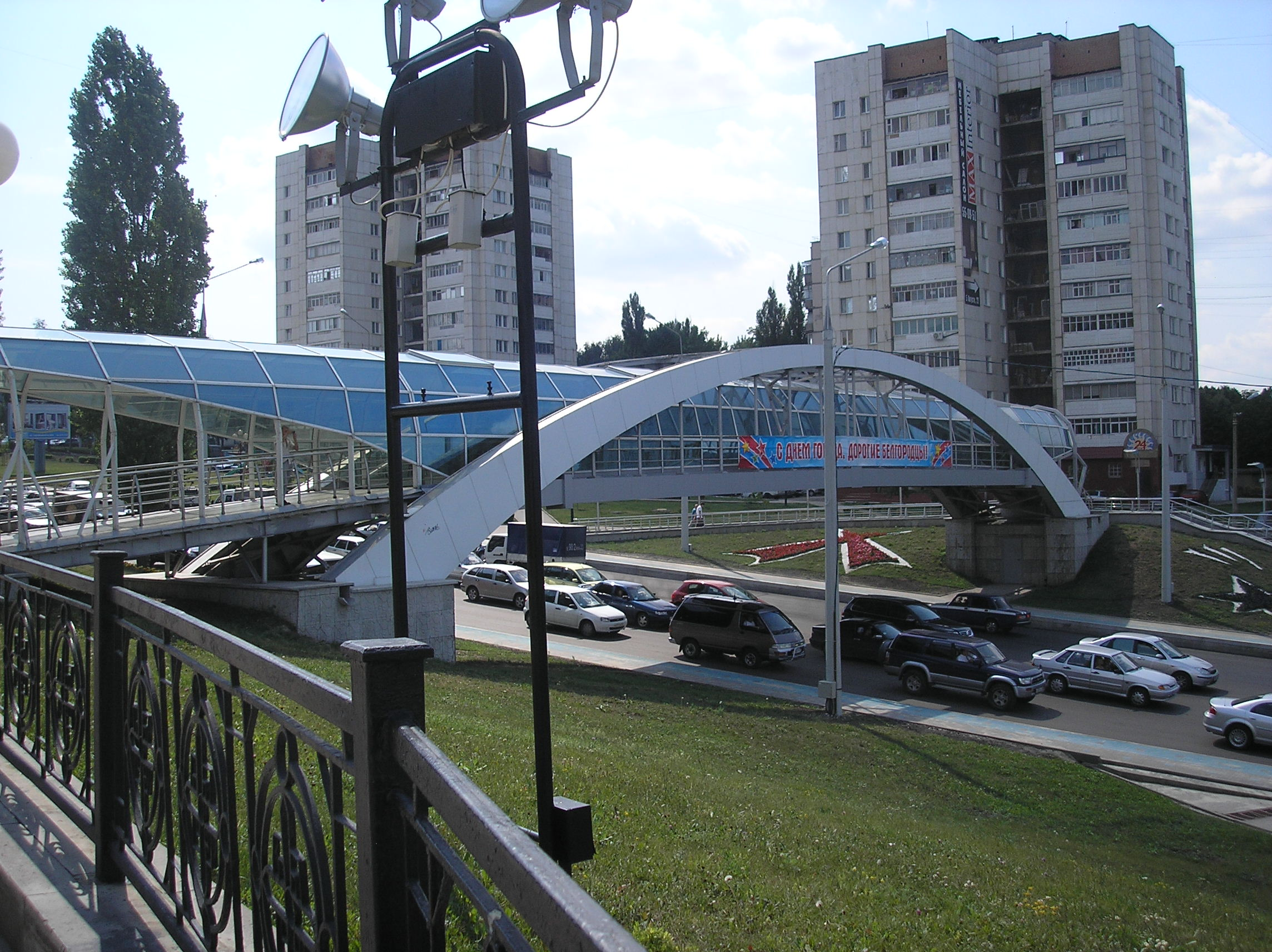
Пешеходный мост через проспект Ватутина
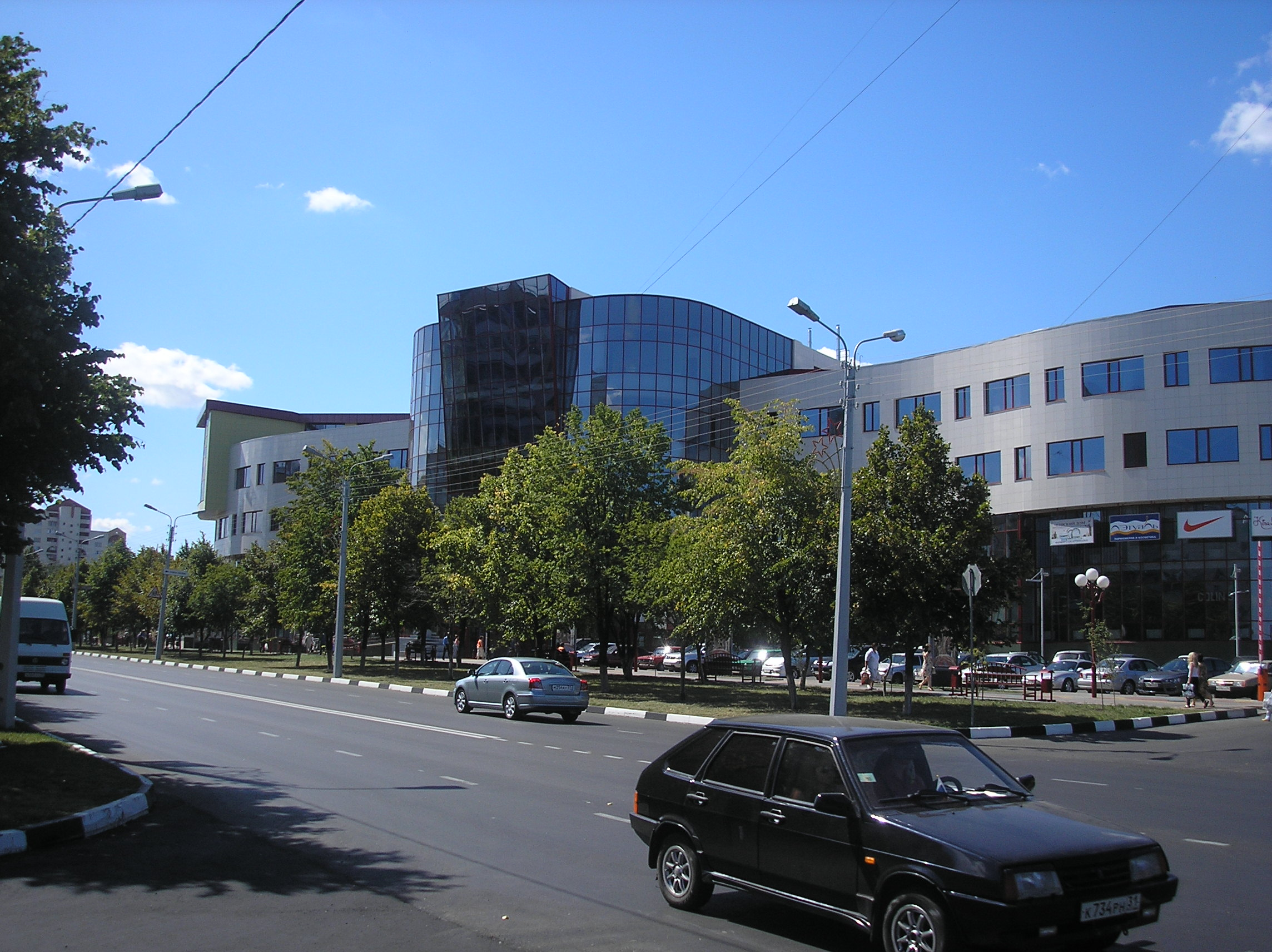
ТЦ «Модный бульвар»
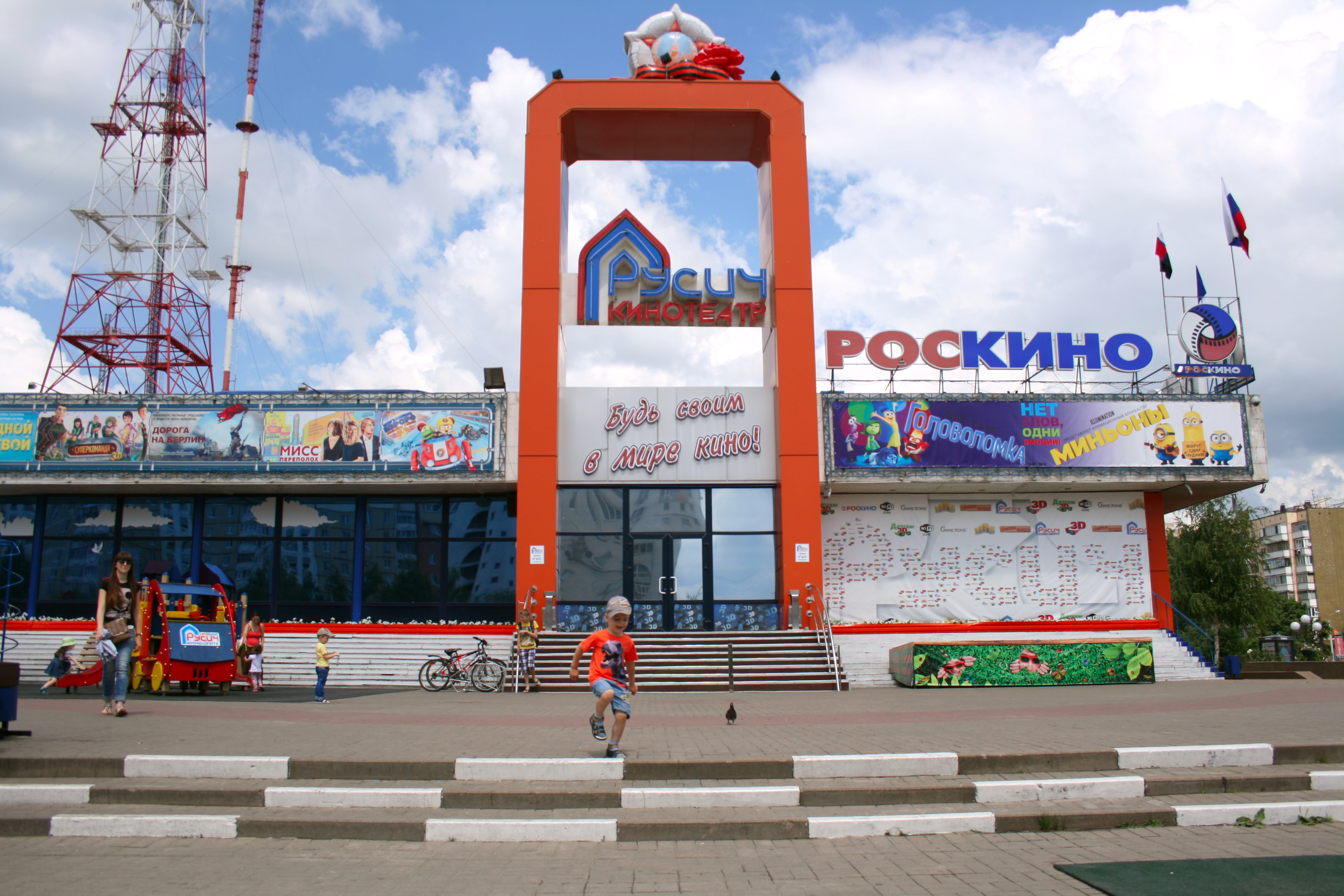
Кинотеатр «Русич»